# Parque (metrostation)
Parque is een metrostation aan de Blauwe lijn van de Metro van Lissabon. Het station is geopend op 29 december 1959.
Het station is, na een modernisering, op 29 december 1994 heropend.
Het is gelegen aan de kruising van de Avenida António Augusto de Aguiar en de Rua Eugénio dos Santos.